# Rifa'a Al-Tahtawi

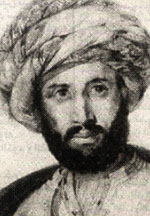
Rifa'a al-Tahtawy, 1801-1873.

Refa'ah Rafie' Al Tahtawi, Refaa El-Tahtawi (1801-1873) fue un teórico de la educación, pensador político, economista y hombre de letras, al que podría calificarse de reformador social y pedagogo. Es considerado el padre del pensamiento árabe moderno y fundador del renacimiento cultural de Egipto (Nahda). Se inscribe en el marco de un movimiento general de cambios, que bajo la dirección de Mehmet Ali Pasha influyó en el conjunto de las estructuras políticas, económicas y culturales de Egipto.

## Biografía
Rifa’a Rafic Al-Tahtawi nació el 14 de octubre de 1801 en Tahta, un relevante centro económico y cultural del Alto Egipto, donde pasó su primera infancia e inició sus estudios. En 1817, tras la muerte de su padre, se trasladó a El Cairo para estudiar en Al-Azhar ciencias religiosas, lengua y literatura bajo la dirección de un maestro que ejerció una considerable influencia en su orientación y al que debió gran parte de su formación: el shaykh Hassan Mohammed Al-Attar.
En 1823 Tahtawi se graduó y comenzó a trabajar como profesor en Al-Azhar. Gracias a Al-Attar, fue designado imán del ejército egipcio y en 1826 imán de la misión educacional que Muhammad Ali Pasha al-Mas'ud ibn Agha envió a París.
En París perfeccionó sus conocimientos de francés, lo que le permitió estudiar historia, geografía y literatura, y se convirtió en traductor, traduciendo al árabe conocimientos sobre ciencias militares, ingeniería, ciencias naturales y química. Además de todas estas ciencias estudió también filosofía y sociología, pero no se limitó sólo a estudiar sino que al mismo tiempo observó todo lo que ocurría a su alrededor para comprender todos los aspectos de la organización de la vida en Francia. 
Así fue el primer árabe en proporcionar a los lectores en esa lengua una explicación completa del sistema político de un país occidental. «Los franceses son iguales ante la ley a pesar de sus diferencias de prestigio, posición, honores y riqueza», escribió con admiración.
A su vuelta a Egipto en 1831 trabajó como traductor de la Escuela de Medicina durante dos años, siendo el primer egipcio en ocupar este cargo hasta entonces dominado por marroquíes, sirios y americanos, a la vez que supervisaba la Escuela Preparatoria de Medicina.
En 1833, Tahtawi se trasladó a Tora para trabajar como traductor en la Escuela de Artillería, y allí creó la Escuela de Geografía e Historia.
En 1834, volvió a El Cairo donde propuso a Muhammad Ali Pasha al-Mas'ud ibn Agha la creación de una escuela de traducción que tras haber sido fundada como Escuela de Traducción en 1835, posteriormente pasó a llamarse Escuela de Lenguas (madrasat Al-Alsun), y gradualmente fue asumiendo la forma y contenidos de las facultades o escuelas universitarias modernas. Los traductores formados en dicha escuela aprendían árabe, francés, turco, persa e italiano. 
Tahtawi, no fue sólo el primero en crear lo más parecido a una facultad moderna laica sino que también fue el primero en establecer un museo de antigüedades egipcias. En 1835, propuso a Muhammad Ali Pasha al-Mas'ud ibn Agha un plan para proteger los restos arqueológicos que estipulaba que cualquier hallazgo debía ser analizado por él en calidad de director de la Escuela Al-Alsun. Como resultado, Al-Alsun se convirtió en el núcleo precursor del primer museo arqueológico egipcio.
Tahtawi es además el fundador del primer periódico egipcio, Al-Waqa'i Al-Misriya, del que se convirtió en editor principal en 1842.

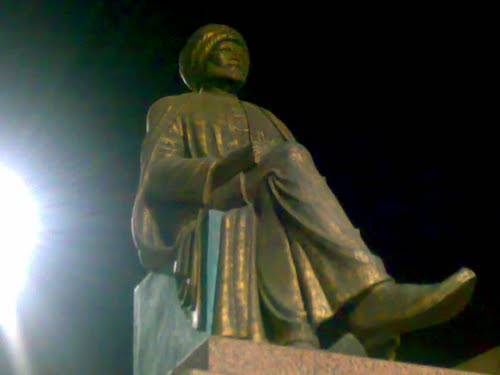
Monumento a Rifa'a al-Tahtawy frente a la Universidad de Sohag

Con la llegada de Abbas I al poder (1848 – 1854) Tahtawi fue exiliado a Sudán en 1850, donde ejerció como director de una escuela primaria en Jartum y vio paralizada su actividad, que siguió debilitada durante el reinado de Said (1854 – 1863) pese al armisticio concedido a los exiliados. No fue hasta el reinado de Ismaïl (1863 - 1879) cuando pudo retomar su trabajo en materia de educación y enseñanza, así como de traducción, y consagrarse a la escritura. Volvió a dirigir el Qalam al-Tarjama (departamento de traducción), participó en la Qumisyun al-Ta'lim, una comisión nacional para la educación, y se convirtió en el editor jefe de un nuevo boletín cultural, Rawdat al-Madaris al-Misriyya. 
Rifa’a al-Tahtawi murió en El Cairo el 27 de mayo de 1873 a la edad de 72 años y fue enterrado al día siguiente, con el shaykh de al-Azhar, Muhammad al-Mahdi al-Abbasi presidiendo su funeral, en el cementerio de al-Qarafa al-Kubra, en el pabellón de los eruditos (Bustan al-Ulama)
grande la u

## Producción intelectual
Las obras escritas por Al-Tahtawi, sin contar sus trabajos de traducción, abarcan, prácticamente todas las necesidades del periodo de renacimiento árabe (nahda) que se vivió en su época. Al-Tahtawi y el movimiento cultural que inició y animó dieron a la comunidad más de 2.000 obras en menos de 40 años.
El principal objetivo que se fijó al-Tahtawi, la resurrección y el florecimiento de la nación egipcia, constituye el eje de todas sus obras. En su obra más conocida, Takhlis al-Ibriz fi Talkhis Bariz donde relata su viaje a Francia, explica que su objetivo era mostrar la realidad del lugar "no desde el punto de vista de los placeres, el lujo y las cosas que son el tema de conversación de los turistas, sino para ofrecer una guía a los que han de viajar". Es el primer libro en la historia de la literatura árabe moderna en exhortar a los musulmanes a abrirse a un mundo nuevo de ideas políticas y sociales.
Este mismo deseo de instruir se observa en su último libro Nihayat al-Ijaz fi sirat Sakin al-Hijaz (breve exposición sobre la vida de los habitantes de Hedjaz), en el que relata la vida del Profeta y describe la estructura política, económica y jurídica del Estado, no sólo a los efectos de una investigación histórica, sino también para que los que entonces construían el Estado moderno aprovecharan las enseñanzas. 
Algunas de sus obras más importantes son: 
Libros: 
- “Takhlis Al-Ibriz fi Talkhis Baris” publicado en 1835 y escrito durante su estancia en Francia.
- “Poemas patrióticos egipcios” escritos para honrar al jedive Said y publicados en 1855.
- “Oraciones Gramaticales” publicado en 1863.
- “Anwar tawfiq al-jalil fi akhbar Misr wa tawtiq bani Isma'il”, primer volumen de la Historia de Egipto, publicado en 1868 y que abarca la historia desde el Antiguo Egipto hasta el principio del Islam.
- “Manahij al-Albab al-Misriyya fi Mabahij al-Adab al-Asriyya” (La metodología de las mentes egipcias con respecto a las maravillas de las artes contemporáneas), publicado en 1869.
- "Al-Tuhfa al-Maktabiyya li-Taqrib al-Lughat al-Arabiyya” (Regalo a las escuelas para la comprensión de la lengua árabe) publicado en 1869, es el primer manual moderno de gramática árabe.
- “Las estrellas luminosas en las noches de Al-Aziz”, una colección de felicitaciones dirigidas a príncipes, publicado en 1872.
- “Al-Murshid al-Amin fi Tarbiyyat al-Banat wa al-Banin” (Guía honrada para la educación de chicas y chicos) publicado en 1873, reúne los principales preceptos de Tahtawi sobre educación.
- “Nihayat al-Ijaz fi sirat sakin al-Hijaz”, publicado en 1876.

Traducciones:
- “Geografía a pequeña escala” publicado en 1830.
- “Metales útiles” publicado en 1832 es una traducción de Minéralogie populaire de Cyprien-Prosper Brard.
- “Filósofos de la Antigüedad” publicado en 1836.
- “Historia de los antiguos Egipcios” publicado en 1838.
- “Lógica” publicado en 1838.
- “Principios de Ingeniería” publicado en 1854.
- “Arabización de la ley civil francesa” publicado en 1866.
- “Los metales y su uso” publicado en 1867.
- “Qanun al-tijara” publicado en 1868, es una traducción del código de comercio francés.
- “Mawaqi' al-aflak fi waqa'i' Tilimak” traducción de Les Aventures de Télémaque de Fénelon.
- "Geografía Universal" traducción del primer volumen de Conrad Malte-Brun Précis de géographie universelle.

## Características de su filosofía educativa
1. La educación es el preludio del progreso. La mente es lo que distingue al ser humano del resto de los seres vivos. Al igual que los pensadores de la Ilustración creía en la capacidad del ser humano para cambiar y adaptarse a las necesidades de la época moderna. Para Tahtawi la educación era el único camino hacia el desarrollo, hacia la civilización, ya que esta ayudaba a comprender el significado de la vida.
2. La educación debe ser global. Tanto en su contenido como en su duración. Tahtawi creía que la educación debía comenzar con el nacimiento y proseguir en la edad adulta de forma indefinida.
3. Se debe generalizar la educación. Tahtawi consideraba la generalización de la educación una necesidad urgente. Para él, la enseñanza primaria debía dirigirse a todos sin distinción, y comprender la lectura y la escritura, adquiridas gracias al aprendizaje de El Corán, el cálculo y la gramática. Sin embargo, consideraba que la enseñanza secundaria no era tan importante y necesaria, pero aun así recomendaba al Estado que facilitase a sus súbditos sin distinción el acceso a ella. En cuanto a la enseñanza superior, Al-Tahtawi la reservaba a la élite política y a los dirigentes, por lo que creía que había que limitar su acceso.
4. La educación es fundamental para la juventud. Es la llave de la virtud y debe darse a todos los ciudadanos sin discriminación de sexo. Tahtawi defendía educación de las mujeres con varios argumentos:

- mejoraba la conducta de las mujeres entre sí y con su marido
- les proporcionaba acceso al mundo del trabajo productivo y así escapaban del ocio
- servían de ejemplo a sus hijos